# Carleton Carpenter
Carleton Upham Carpenter Jr. (Bennington, Vermont; 10 de julio de 1926-Warwick, Nueva York; 31 de enero de 2022) fue un actor, mago, compositor y novelista estadounidense.

## Biografía
Carpenter nació en Bennington, Vermont, donde estudió en el Bennington High School. Fue hijo de Marjorie Main y Carleton Upham Carpenter.
En su servicio militar, fungió como Seabee en la Armada de los Estados Unidos durante la Segunda Guerra Mundial y ayudó a construir la pista de aterrizaje desde la cual despegó el Enola Gay para su vuelo para bombardear Hiroshima. 

## Carrera

### Actuación
Carpenter comenzó su carrera como mago y actor en Broadway, comenzando con la primera producción de David Merrick, Bright Boy, en 1944, seguida de apariciones coprotagonistas en Three to Make Ready con Ray Bolger, Almanac de John Murray Anderson y Hotel Paradiso.

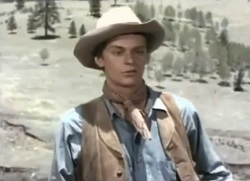
Carpenter en la película Vengeance Valley de 1951.

Carpenter firmó con Metro-Goldwyn-Mayer en 1950, donde hizo ocho películas en tres años: Father of the Bride, Three Little Words, Summer Stock, Two Weeks With Love, Vengeance Valley, Fearless Fagan (su primer papel principal), Sky Full of Moon (su segundo y último papel principal) y Take the High Ground!. Se hizo reconocido cuando protagonizó junto a  Debbie Reynolds en Three Little Words y Two Weeks with Love. En una aparición especial en Three Little Words, cantaron “I Wanna Be Loved by You” como jugadores de vodevil en las voces de Dan Healy y Helen Kane, con Reynolds doblada por Kane. En Two Weeks with Love, donde compartieron créditos, su dueto "Aba Daba Honeymoon" fue el primer soundtrack nominado que llegó al tope gold record, alcanzando el puesto n°3 en Billboard chart.
Las apariciones posteriores de Carpenter en el escenario incluyeron Hello, Dolly!, junto a Mary Martin (que realizó una gira por Vietnam durante la guerra y fue filmada como un especial de NBC-TV de una hora), The Boys in the Band, Dylan, Crazy For You y City Center. Todavía trabajaba ocasionalmente como actor de teatro en 2015.

### Composición de canciones
Carpenter compuso las canciones "Christmas Eve", grabada por Billy Eckstine, "Cabin in the Woods", and "Ev'ry Other Day", que grabó en MGM Records y cantó en pantallas en The Whistle at Eaton Falls. En 1943 he wrote the words and melody of the song "Can We Forget". Sus otras composiciones incluyen "I Wouldn't Mind", "A Little Love", and "Come Away".  También escribió el musical Northern Boulevard, producido en Nueva York por la actriz Rosetta LeNoire.

### Escritura
Carpenter escribió material para Debbie Reynolds, Kaye Ballard, Marlene Dietrich y Hermione Gingold, y también guiones para cine y televisión.
Carpenter fue un exitoso escritor de misterio en los 1970 y 1980. Sus libros incluyen Deadhead, Games Murderers Play, Cat Got Your Tongue?, Only Her Hairdresser Knew, Sleight of Deadly Hand, The Peabody Experience, yStumped.
Sus memorias, The Absolute Joy of Work, fueron publicadas en 2016.

## Últimos años y muerte
En 2012, recibió un premio a la trayectoria de la organización cinematográfica de Hollywood Cinecon, que le fue presentado en persona por su coprotagonista Debbie Reynolds.
Era bisexual. Carpenter vivía en Warwick, Nueva York, donde falleció el 31 de enero de 2022 a los noventa y cinco años de edad.

## Filmografía

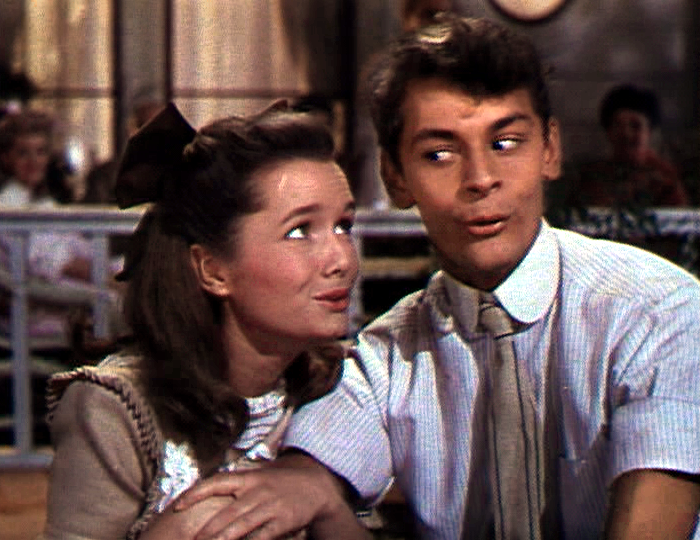
Carpenter y Debbie Reynolds en la película Two Weeks With Love(1950) cantando "Aba Daba Honeymoon".

| Año  | Título                         | Personaje                     |
| ---- | ------------------------------ | ----------------------------- |
| 1949 | Lost Boundaries                | Andy                          |
| 1950 | Father of the Bride            | Ujier en boda                 |
| 1950 | Three Little Words             | Dan Healy                     |
| 1950 | Summer Stock                   | Artie                         |
| 1950 | Two Weeks With Love            | Billy Finlay                  |
| 1951 | Vengeance Valley               | Hewie                         |
| 1951 | The Whistle at Eaton Falls     | Eddie Talbot                  |
| 1952 | Fearless Fagan                 | Pvt. Floyd Hilston            |
| 1952 | Sky Full of Moon               | Harley 'Tumbleweeds' Williams |
| 1953 | Take the High Ground!          | Merton 'Tex' Tolliver         |
| 1959 | Up Periscope                   | Teniente Phil Carney          |
| 1970 | Cauliflower Cupids             | Christopher                   |
| 1971 | Some of My Best Friends Are... | Miss Untouchable              |
| 1981 | The Prowler                    | 1945 M.C                      |
| 1983 | The American Snitch            | Arthur                        |